# Байфрост-Ривертон
Байфрост-Ривертон (англ. Bifrost-Riverton) — муніципалітет в Канаді, у провінції Манітоба.

## Населення
За даними перепису 2016 року, муніципалітет нараховував 3378 жителів, показавши скорочення на 3,9%, порівняно з 2011-м роком. Середня густина населення становила 2,1 осіб/км².
З офіційних мов обидвома одночасно володіли 50 жителів, тільки англійською — 3 275, а 50 — жодною з них. Усього 950 осіб вважали рідною мовою не одну з офіційних, з них 10 — одну з корінних мов, а 65 — українську.
Працездатне населення становило 64,8% усього населення, рівень безробіття — 5,6% (8% серед чоловіків та 2,3% серед жінок). 72,9% були найманими працівниками, 26,8% — самозайнятими.
Середній дохід на особу становив $35 062 (медіана $27 648), при цьому для чоловіків — $42 561, а для жінок $27 105 (медіани — $34 720 та $21 696 відповідно).
28,9% мешканців мали закінчену шкільну освіту, не мали закінченої шкільної освіти — 39,8%, 31,3% мали післяшкільну освіту, з яких 17,4% мали диплом бакалавра, або вищий.
| Статево-вікова структура населення | Статево-вікова структура населення | Статево-вікова структура населення | Статево-вікова структура населення | Статево-вікова структура населення |
| ---------------------------------- | ---------------------------------- | ---------------------------------- | ---------------------------------- | ---------------------------------- |
|                                    |                                    |                                    |                                    |                                    |
| Всього                             | Всього                             | 51,4%48,6%                         |                                    |                                    |
| 0 — 14 років                       | 0 — 14 років                       |                                    | 22,6%                              | 22,6%                              |
| 15 — 64 років                      | 15 — 64 років                      |                                    | 61,2%                              | 61,2%                              |
| 65 і більше                        | 65 і більше                        |                                    | 16,1%                              | 16,1%                              |
| 85 і більше                        | 85 і більше                        |                                    | 1,6%                               | 1,6%                               |
| Середній вік (років)               | Середній вік (років)               | 38,438,7                           | 38,5                               | 38,5                               |
| Медіана (років)                    | Медіана (років)                    | 38,638,5                           | 38,6                               | 38,6                               |
| — чоловіки — жінки                 |                                    |                                    |                                    |                                    |

| Походження мешканців:     | Походження мешканців:     | Походження мешканців: | Походження мешканців: | Походження мешканців: |
| ------------------------- | ------------------------- | --------------------- | --------------------- | --------------------- |
| Походження                |                           |                       | осіб                  | %                     |
| Корінні американці        | Корінні американці        |                       | 565                   | 16.79%                |
| Інше північноамериканське | Інше північноамериканське |                       | 915                   | 27.19%                |
| Європейське               | Європейське               |                       | 2 805                 | 83.36%                |
| британське                | британське                |                       | 685                   | 20.36%                |
| французьке                | французьке                |                       | 170                   | 5.05%                 |
| українське                | українське                |                       | 760                   | 22.59%                |
| Латинськоамериканське     | Латинськоамериканське     |                       | 160                   | 4.75%                 |
| Африканське               | Африканське               |                       | 10                    | 0.3%                  |
| Азійське                  | Азійське                  |                       | 45                    | 1.34%                 |

| Зайнятість населення за галузями (за класифікацією NOC): | Зайнятість населення за галузями (за класифікацією NOC): | Зайнятість населення за галузями (за класифікацією NOC): | Зайнятість населення за галузями (за класифікацією NOC): | Зайнятість населення за галузями (за класифікацією NOC): |
| -------------------------------------------------------- | -------------------------------------------------------- | -------------------------------------------------------- | -------------------------------------------------------- | -------------------------------------------------------- |
|                                                          |                                                          |                                                          |                                                          |                                                          |
| Управління                                               | Управління                                               |                                                          | 20,6%                                                    | 20,6%                                                    |
| Бізнес, фінанси та адміністрування                       | Бізнес, фінанси та адміністрування                       |                                                          | 8,4%                                                     | 8,4%                                                     |
| Природничі та прикладні науки                            | Природничі та прикладні науки                            |                                                          | 3,1%                                                     | 3,1%                                                     |
| Охорона здоров'я                                         | Охорона здоров'я                                         |                                                          | 4,7%                                                     | 4,7%                                                     |
| Освіта, правозахист, муніципальні та урядові служби      | Освіта, правозахист, муніципальні та урядові служби      |                                                          | 7,8%                                                     | 7,8%                                                     |
| Мистецтво, культура, відпочинок та спорт                 | Мистецтво, культура, відпочинок та спорт                 |                                                          | 0,9%                                                     | 0,9%                                                     |
| Роздрібна торгівля та послуги                            | Роздрібна торгівля та послуги                            |                                                          | 13,4%                                                    | 13,4%                                                    |
| Гуртова торгівля, транспорт та обладнання                | Гуртова торгівля, транспорт та обладнання                |                                                          | 22,2%                                                    | 22,2%                                                    |
| Природні ресурси, сільське господарство                  | Природні ресурси, сільське господарство                  |                                                          | 13,4%                                                    | 13,4%                                                    |
| Виробництво                                              | Виробництво                                              |                                                          | 4,1%                                                     | 4,1%                                                     |

## Населені пункти
До складу муніципалітету входить містечко Арборґ, а також хутори, інші малі населені пункти та розосереджені поселення.

## Клімат
Середня річна температура становить 1,2°C, середня максимальна – 22,9°C, а середня мінімальна – -26,3°C. Середня річна кількість опадів – 532 мм.
| Клімат поселення                              | Клімат поселення | Клімат поселення | Клімат поселення | Клімат поселення | Клімат поселення | Клімат поселення | Клімат поселення | Клімат поселення | Клімат поселення | Клімат поселення | Клімат поселення | Клімат поселення | Клімат поселення |
| Показник                                      | Січ.             | Лют.             | Бер.             | Квіт.            | Трав.            | Черв.            | Лип.             | Серп.            | Вер.             | Жовт.            | Лист.            | Груд.            |                  |
| Середній максимум, °C                         | −13,83           | −9,78            | −2,26            | 8,35             | 16,59            | 22,32            | 22,86            | 21,63            | 16,46            | 9,30             | −1,01            | −11,26           |                  |
| Середня температура, °C                       | −20,08           | −16,03           | −8,5             | 2,10             | 10,34            | 16,07            | 18,28            | 17,05            | 11,88            | 4,75             | −5,61            | −15,81           |                  |
| Середній мінімум, °C                          | −26,32           | −22,26           | −14,73           | −4,13            | 4,09             | 9,83             | 13,69            | 12,46            | 7,28             | 0,16             | −10,21           | −20,4            |                  |
| Норма опадів, мм                              | 22               | 15               | 28               | 28               | 54               | 84               | 70               | 73               | 57               | 46               | 31               | 24               |                  |
| Середньомісячна швидкість вітру, м/с          | 3.80             | 3.70             | 3.90             | 4.00             | 4.10             | 3.80             | 3.50             | 3.70             | 4.10             | 4.31             | 4.20             | 3.90             |                  |
| Середньомісячна сонячна радіація, кДж/м²·день | 4004             | 7484             | 12587            | 17354            | 20183            | 21040            | 21286            | 17984            | 12166            | 7102             | 3909             | 2990             |                  |
| --------------------------------------------- | ---------------- | ---------------- | ---------------- | ---------------- | ---------------- | ---------------- | ---------------- | ---------------- | ---------------- | ---------------- | ---------------- | ---------------- | ---------------- |
| Джерело:                                      |                  |                  |                  |                  |                  |                  |                  |                  |                  |                  |                  |                  |                  |